# 苏尔古特油气公司
苏尔古特油气公司 (俄語：  ПАО «Сургутнефтегаз») 是一家俄罗斯石油和天然气公司，由几家曾經在西西伯利亚拥有大量石油和天然气储量的国有公司合并而成。公司总部位于俄羅斯汉特-曼西自治区苏尔古特。 苏尔古特油气公司在列宁格勒州基里希有一家大型炼油厂。

## 历史
苏尔古特油气公司成立于1993年，是一家股份制公司。 1995年，该公司在汉特-曼西自治区大型油田的招标中中标。